# Halloumi
Halloumi ou haloumi (em grego: χαλούμι, em turco: hellim, em árabe حلوم ḥallūm) é um queijo tradicional cipriota, que é também popular no Mediterrâneo Oriental e agora é produzido em todo o mundo. É feito de uma mistura de leite de cabra e de ovelha, embora alguns halloumi tenham algum teor de leite de vaca. Tem um alto ponto de fusão, e assim pode ser facilmente frito ou grelhado.